# Санта-Жуана
Санта-Жуана (порт. Santa Joana; МФА: [ˈsɐ̃.tɐ ʒu.ˈɐ.nɐ]) — парафія в Португалії, у муніципалітеті Авейру. Розташована в західній частині країни, на теренах історичної португальської провінції Бейра. Входить до складу округу Авейру. За адміністративним поділом, чинним до 1976 року, терени парафії були складовою провінції Берегова Бейра. Належить до Авейрівської діоцезії Католицької церкви. Патрон — свята Жуана Принцеса. Площа — 5,8455 км². Населення — 8094 ос. (2011). Сильно урбанізований регіон. Густота населення — 1384,65 осіб/км²
. Код — 010513.

## Назва
- Санта-Жуана (порт. Santa Joana, «свята Жуана») — сучасна португальська назва.
- Санта-Хуана (ісп. Santa Juana) — іспанська назва.

## Географія

Авейру (2013)
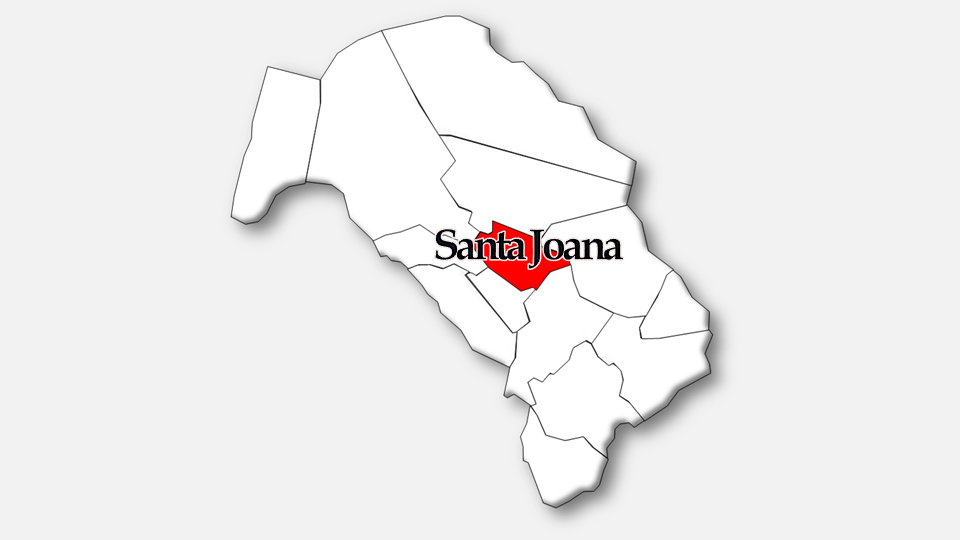
Санта-Жуана

## Населення
| 1991  | 2001  | 2011  |
| 6.983 | 7.426 | 8.094 |